# Grýla

Grýla, imagen moderna.

Grýla no solo es uno de los seres folclóricos más antiguos, si no el que más ha dado importancia de la mitología islandesa. Un gigantesco y terrorífico monstruo que vive en las montañas de Islandia, que en Navidad coge su saco y baja a los pueblos en busca de niños que se hayan portado mal.
La leyenda de Grýla se ha utilizado para asustar a los niños islandeses durante siglos. Su nombre se menciona ya en la Saga Íslendinga y en la Saga de Sverre (cuya primera parte se titula Grýla), que datan del siglo XIII. La gran mayoría de las historias sobre Grýla se utilizan para asustar a los niños, y el hecho de que su plato favorito sea un estofado hecho con niños desobedientes, y su apetito insaciable, tiene mucho que ver. Grýla no se vinculó directamente con la Navidad hasta el siglo XVII, momento en el que además pasó a ser considerada la madre de los 13 jólasveinar, seres descendientes de trolls que también se usaban para asustar a los niños, pero que actualmente son algo parecido a Santa Claus. En 1746 se declaró un decreto público que prohibía el uso tanto de Grýla como de los jólasveinar para aterrorizar a los niños.
De acuerdo con el folclore islandés, Grýla se casó tres veces, y se dice que su tercer marido, Leppalúði, se fue a vivir con ella a una cueva en los campos de lava de  Dimmuborgir, con sus hijos y el gran Jólaköttinn, o gato navideño. En cuanto la Navidad se acerca, Grýla comienza a buscar a los niños que se hayan portado mal.
La leyenda de Grýla aparece en muchas historias, poemas, canciones y obras de teatro islandesas, y aunque en algunas de dichas historias Grýla muere al final, sigue aterrorizando a los niños en la actualidad.

## En la cultura popular
A Grýla se la mencionó en un artículo de The Onion, una web estadounidense de noticias satíricas, culpándola de la erupción del Eyjafjallajökull de 2010.

### Televisión
En la serie Chilling Adventures of Sabrina, Gryla es mencionada como una bruja y madre de los hijos de Yule, espíritus de niños que se meten a las casas desprotegidas de las brujas para gastar bromas.
En el episodio 10 de la segunda temporada de la serie Hilda, Gryla aparece como la líder de los Yule Lads, a quienes ordena para que capturen a niños malos para cocinar en un estofado.

### Videojuegos
En el videojuego God of War: Ragnarök, aparece como una antagonista menor que enloqueció atrapando almas de animales y Atreus tiene que detenerla.

### Cine
En la película navideña Red One (2024), Gryla aparece como villana, responsable de secuestrar a Santa Claus y que busca castigar a todos los niños que se han portado mal.